# Charles-Constantin de Vienne
Charles-Constantin de Provence (ou Charles-Constantin de Vienne), né vers 901 et mort le 23 juin 962, est un comte du Viennois.

## Origine
Charles Constantin est le fils de Louis III l'Aveugle (ou Louis de Provence), roi de Provence (887-928), roi d'Italie (900-905) et empereur d'Occident (901-905) et d'Anne de Constantinople (ou Anne de Macédoine) (vers 887- 901). Cette dernière perdit la vie en le mettant au monde et son père aveugle ne le vit probablement jamais.
Contrairement à l'hypothèse ancienne, soutenue par René Poupardin, qui faisait de lui un fils illégitime, le double nom impérial de Charles et Constantin qui lui a été attribué, démontre bien, selon Christian Settipani, qu'il est effectivement un fils légitime, considéré par son père comme un héritier potentiel.

## Biographie
Charles-Constantin ne reçoit toutefois pas les domaines de son père à sa mort en 928. Les revers politiques de ce dernier, déchu et aveuglé, et la montée en puissance après 911 de son cousin le régent Hugues d'Arles, devenu roi d'Italie en 926, le privent de son héritage. Hugues, afin d'avoir les mains libres pour poursuivre sa politique d'expansion en Italie, cède en 928 à son compétiteur, Rodolphe II de Bourgogne, le royaume de Provence et de Bourgogne Cisjurane. Hugues d'Arles, à la suite d'une entrevue avec le roi Raoul de France, donne même en 928 le Viennois à Herbert II de Vermandois pour son fils aîné Eudes. Charles-Constantin ne réussit finalement à le conserver qu'après avoir juré fidélité au roi Raoul à Vienne en 931 et à Conrad le Pacifique en 943. Toujours selon Flodoard, en 951, accompagné d'Étienne, évêque d'Auvergne, il rend l'hommage féodal au roi Louis IV de France, qui se rendait en Aquitaine. Il meurt à une date inconnue après janvier 962.

## Unions et postérité
Il épouse au plus tard en 940 Teutberge (ou Theutberge, Teutberga), descendante du comte Garnier de Sens et descendante par sa mère et homonyme Teutberge d'Arles de Lothaire II, qui lui donna :
- Richard de Provence, mentionné dans une charte entre le 19 mai 960 / janvier 962 ;
- Humbert, mentionné dans la même charte que son frère entre le 19 mai 960 / janvier 962, qui est parfois considéré comme le père du comte Humbert Ier, dit comte de Savoie[7], voire être ce comte, « ce qui est très hypothétique »[8] ;
- Constance de Provence (920 - morte en 963-966), première épouse de Boson, comte d’Arles avant 942[9] ;
- Thiberge de Forez (fille ou nièce ?), qui épousa Artaud II de Forez (avant 993) puis Pons de Gévaudan (v. 1010) et donna naissance à la lignée des comtes de Lyon et de Forez.